# کامارگو

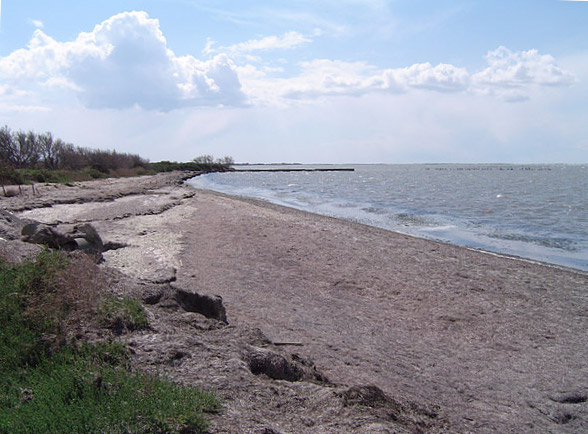
سواحل اوانگ دواکارس

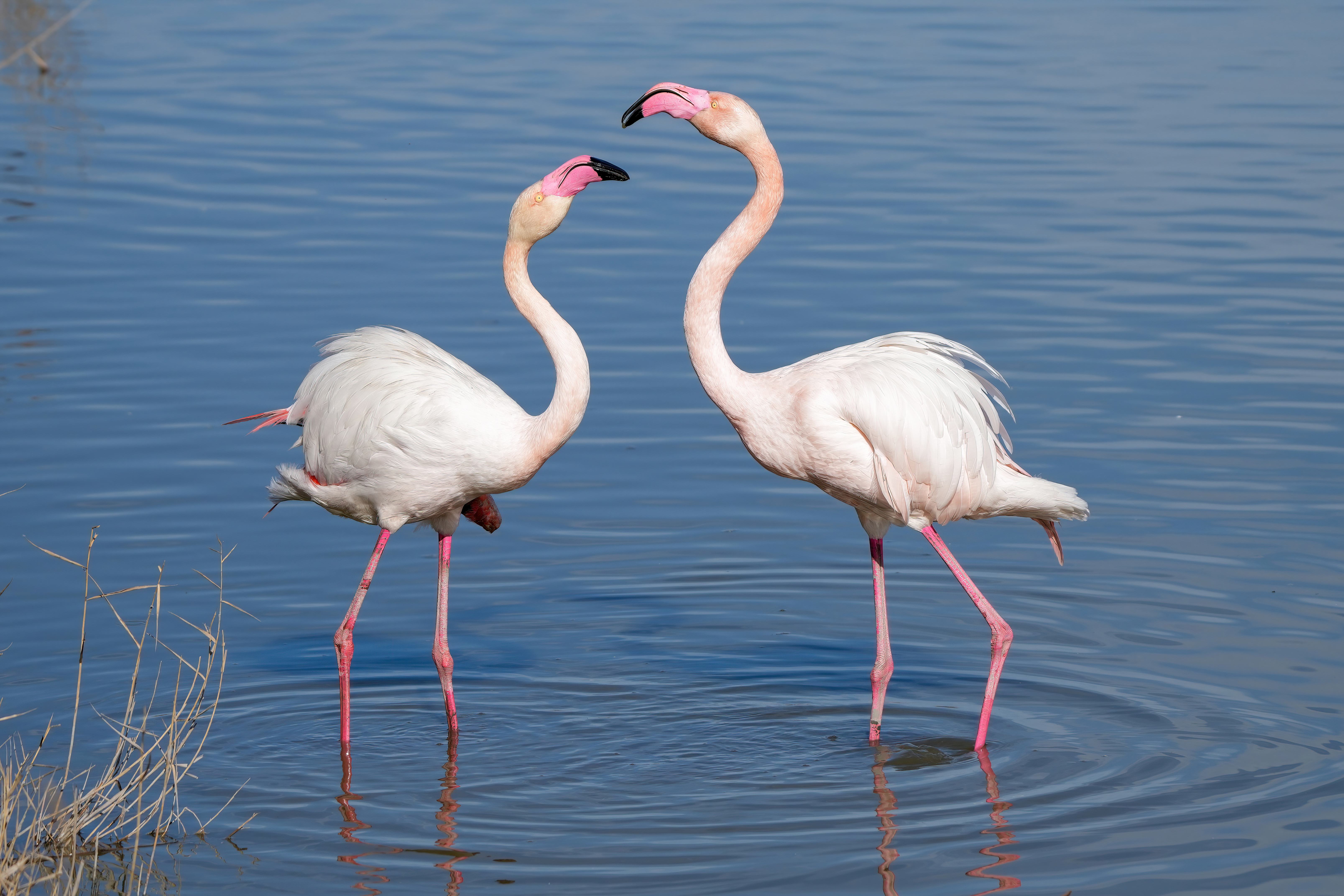
فلامینگوهای بزرگ نر و ماده در کامارگو در فصل جفت‌گیری مشغول نمایش‌های جفت‌یابی و رفتارهای ویژه‌ای هستند که جزء جذاب‌ترین ویژگی‌های این پرندگان به حساب می‌آید. کامارگ، منطقه‌ای حفاظت‌شده در جنوب فرانسه است و از زیستگاه‌های مهم فلامینگوهای بزرگ در فصل بهار و تابستان به شمار می‌رود.

کامارگو (به فرانسوی: kamaʁɡ و Camargue) یک منطقهٔ طبیعی واقع در جنوب آرلس، فرانسه، بین دریای مدیترانه و دو بازوی دلتای رودخانه رون است. بازوی شرقی رودخانه رون بزرگ نامیده می‌شود. بازوی غربی پتی رون یا رون کوچک است.
با مساحت ۹۳۰ کیلومتر مربع کامارگو بزرگ‌ترین دلتای رودخانه در غرب اروپا است. در دسامبر ۱۹۸۶ میلادی کنوانسیون رامسر، تالاب منطقهٔ طبیعی کامارگو را تالاب با اهمیت بین‌المللی اعلام کرده‌است. این دشت وسیع متشکل از تالاب بزرگ آب شور که از دریا توسط دیواره‌های شنی جدا و محاصره شده و با باتلاق نی پوشیده شده‌است. این‌ها به نوبه خود توسط یک منطقهٔ بزرگ کشت احاطه شده‌اند.